# Ostseestaal

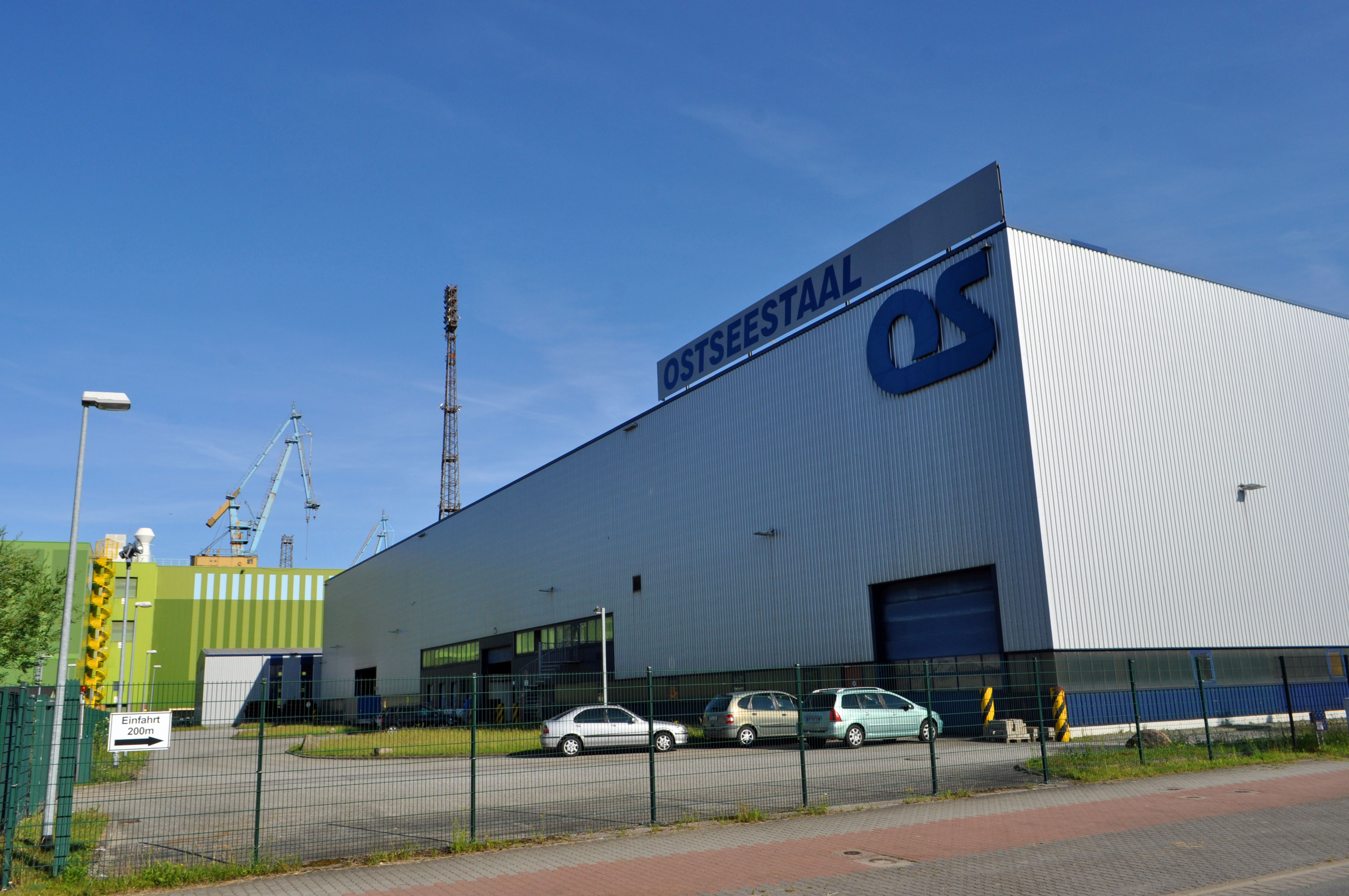
Werkhalle der Ostseestaal GmbH in Stralsund (2013)

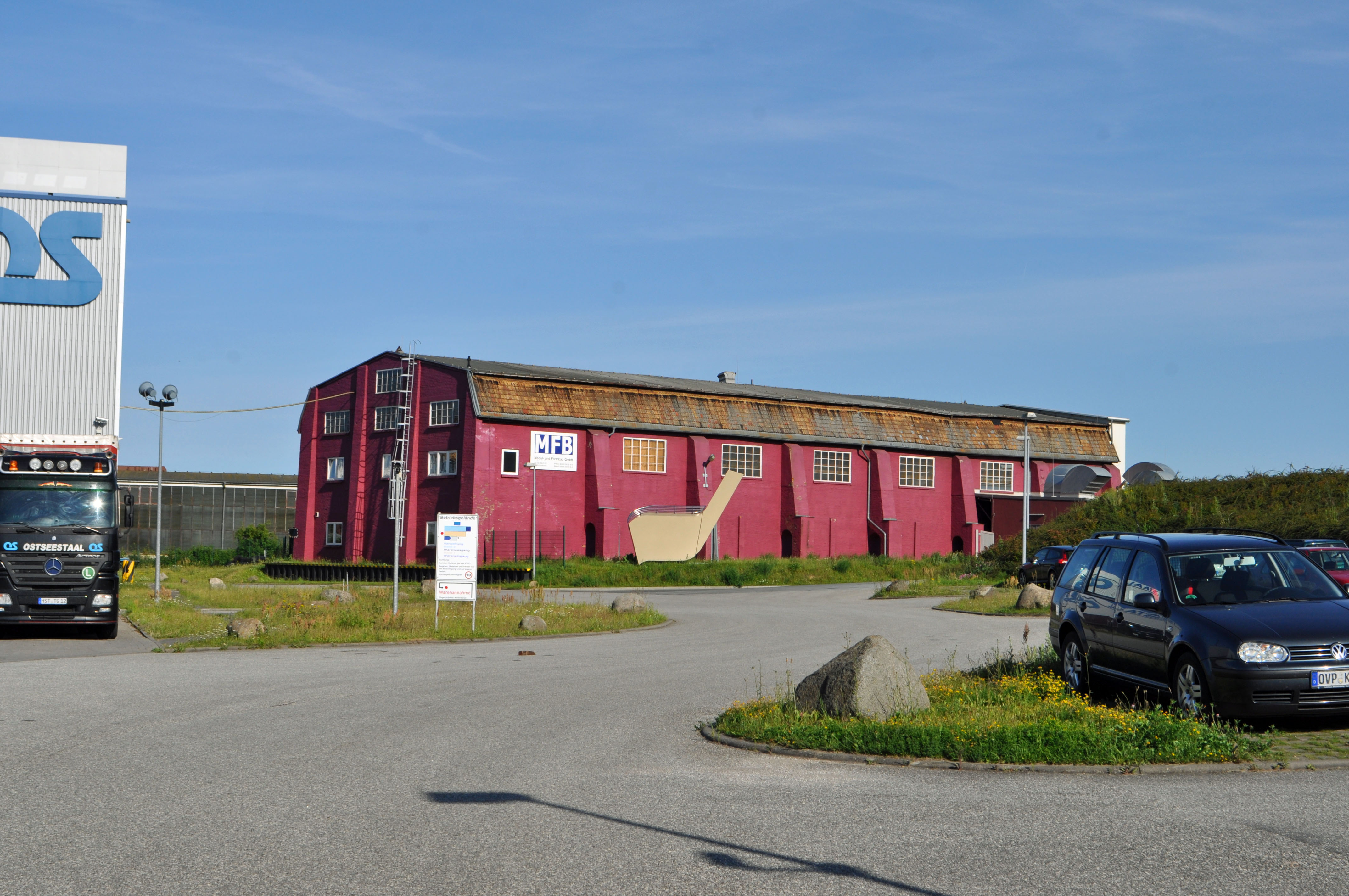
Werkhalle der Tochterfirma MFB in Stralsund (2013)

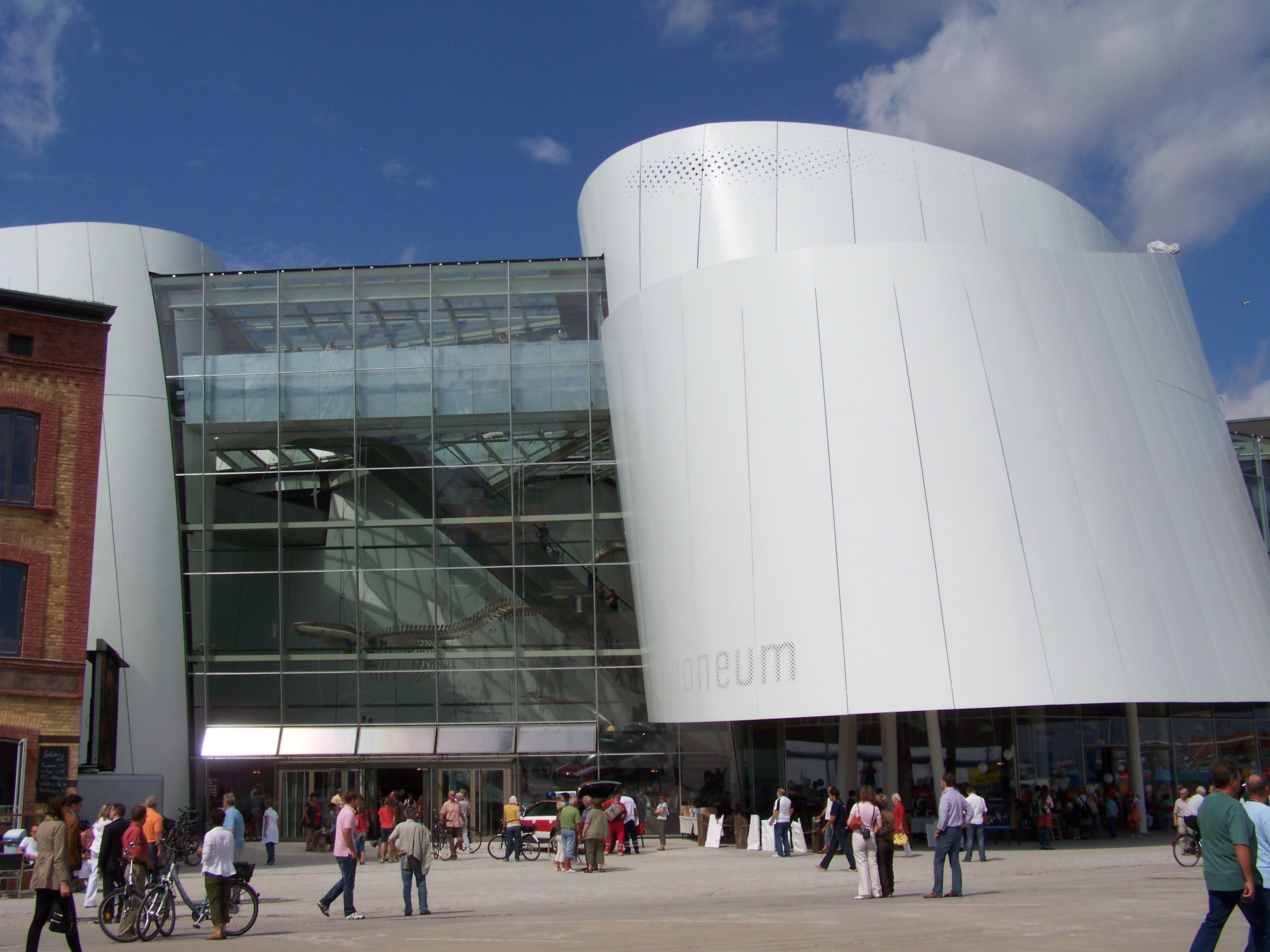
Die Bleche der Fassade des Ozeaneums in Stralsund wurden bei der Ostseestaal GmbH geformt

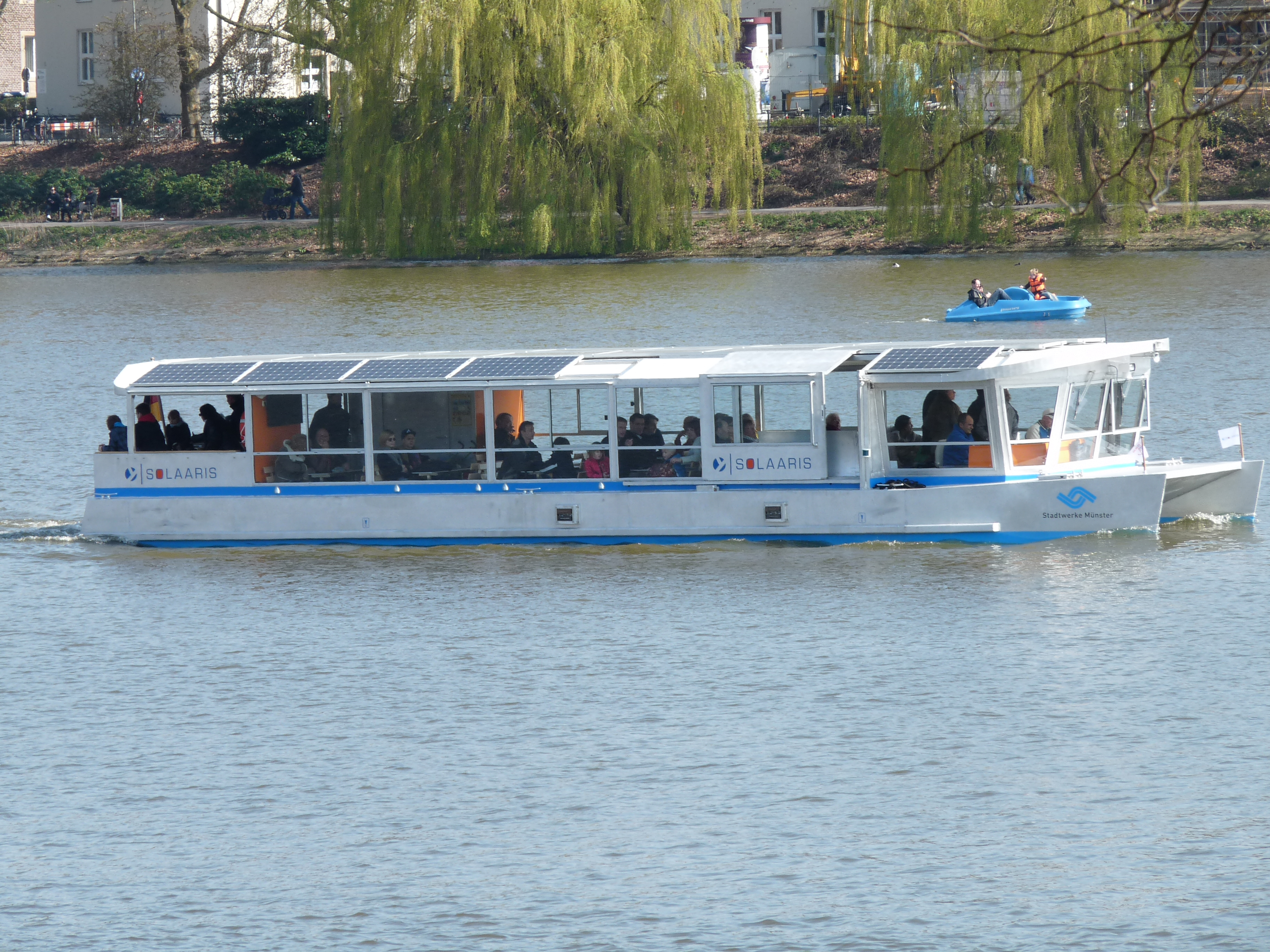
Wasserbus Solaaris in Münster (2012)

Die Ostseestaal GmbH & Co. KG ist ein metallverarbeitendes Unternehmen mit Sitz in der deutschen Hansestadt Stralsund. Das Unternehmen gehört zur niederländischen Unternehmensgruppe Central Industry Group mit Sitz in Groningen.
Ostseestaal stellt Bausätze aus zugeschnittenem und dreidimensional verformtem Blech aus Stahl, Edelstahl, Aluminium sowie Speziallegierungen für den Schiffbau und die metallverarbeitende Industrie her. Es zählt zu den großen maritimen Zulieferbetrieben in Mecklenburg-Vorpommern. Gestartet als Zulieferer der maritimen Industrie, nahmen die Arbeiten für den „klassischen Schiffbau“ im Jahr 2010 nur noch rund 25 Prozent ein; neue Geschäftsfelder sind Architektur, alternative Energien und Megayachten.
Am 4. März 2000 nahm das Unternehmen mit zwei Plasmabrennschneide-Anlagen und sieben Großpressen die Produktion auf; das niederländische Unternehmen Centralstaal hatte 25 Millionen Euro in den Aufbau der Ostseestaal GmbH investiert. Im Gründungsjahr 2000 betrug der Umsatz des Unternehmens 3,1 Millionen Euro. 2005 wurde eine ehemalige Werkhalle der benachbarten Volkswerft Stralsund gekauft. Zusätzlich baute die Stralsunder Firma AIU eine Industriehalle in den Abmessungen 99 × 155 Meter mit 17 Krananlagen für unterschiedliche Laststufen.
Zusammen mit der Hochschule Stralsund und der Universität Rostock entwickelt das Unternehmen in einem Projekt mit einem Umfang von 5,6 Millionen Euro ein Verfahren zur mehrdimensionalen Verformung von Stahlelementen unter höheren Temperaturen. Damit sollen ab 2013 in einem weltweit neuartigen Verfahren der Umformung im halbwarmen bis warmen Temperaturbereich Rotorblätter aus Stahl für Windkraftanlagen hergestellt werden, die nach Ansicht des Unternehmens die bisher eingesetzten Rotorblätter aus Kunststoff ablösen könnten.
Zur Produktion von Formteilen für die Flugzeugindustrie wurde die eigenständige Firma Modul- und Formbau (MFB) Stralsund gegründet. Das Unternehmen nutzt eine Produktionshalle der ehemaligen Luftfahrzeug-Gesellschaft (LFG) Werft Stralsund. Die weitere Fertigung der Bauteile lag bis Ende 2017 beim Tochterunternehmen Formstaal GmbH & Co. KG, das seit 2018 ebenfalls unter dem Namen der Ostseestaal GmbH & Co. KG firmiert. Der neu strukturierte Betrieb hat nun rund 150 Beschäftigte. 2019 wurde für die Produktion von Dächern für große Tanks die Tochterfirma Ostsee Tank Solutions GmbH gegründet.

## Referenzen
Im Unternehmen wurden u. a. die Stahlbleche für die Außenfassade des Ozeaneum Stralsund, für das Forschungsschiff Maria S. Merian und Elemente für den Sidra Tree des Qatar National Convention Centre geformt. Im Jahr 2010 wurden für 60 Prozent der Megayachten im Unternehmen Bauteile verformt und zugeliefert. Auch für den Porsche-Pavillon in Wolfsburg wurde Stahl geliefert. Die Firma beliefert zudem die Luftfahrtindustrie, so mit Teilen für den Eurofighter und den Airbus A 350. Für das Infoversum in Groningen wurden im Jahr 2013 die Bausegmente aus Corten geliefert.
Eine Eigenentwicklung ist ein vollständig von Solarzellen betriebener Wasserbus namens Solaaris, der seit 2012 auf dem Aasee in Münster fährt. Für die Reederei Weiße Flotte wurden zusammen mit Formstaal solargetriebene Fährboote gebaut, die das Unternehmen auf Fährlinien der Berliner Verkehrsbetriebe einsetzt (siehe FährBär).